# Dấu mắt ngỗng

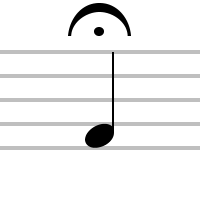
Dấu mắt ngỗng được đặt bên trên nốt đen

Dấu mắt ngỗng (hay dấu chấm ngân, tiếng Anh: fermata) là một ký hiệu trong hệ thống ký hiệu nhạc phương Tây, khi được đặt ở nốt nhạc hoặc dấu lặng nào thì tức là nốt đó cần kéo dài trường độ hơn bình thường, hoặc nếu đặt bên trên vạch nhịp thì để chỉ ra rằng đến đó là hết tiết nhạc hoặc hết một đoạn của tác phẩm nhạc. Kéo dài bao lâu là tùy ý của nhạc công, nhạc trưởng hoặc ca sĩ.

## Hình thức
Dấu mắt ngỗng có dạng dấu chấm được bao quanh là một nửa đường tròn. Người ta thường viết nó phía bên trên khuông nhạc nhưng thi thoảng cũng viết ở phía dưới và dấu này bị quay ngược lại.

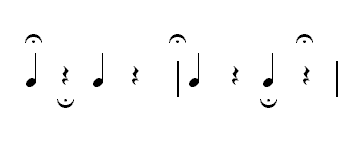
Một số ví dụ về vị trí của dấu mắt ngỗng

### Trong phần mềm vi tính
Trong Unicode, có hai biểu tượng dành cho dấu mắt ngỗng đặt bên trên và bên dưới khuông nhạc như sau:
| Dấu mắt ngỗng trên | U+1D110 |  |
| Dấu mắt ngỗng dưới | U+1D111 |  |
Phần mềm soạn nhạc Lilypond cung cấp bốn hình thức dấu mắt ngỗng như sau:
|              |         |             |                 |
| shortfermata | fermata | longfermata | verylongfermata |
Các biến thể này được phát triển thêm ở thế kỷ 20 và sẽ được nói thêm ở phần dưới.

## Lịch sử và cách dùng
Dấu mắt ngỗng xuất hiện từ thế kỷ 14 thời Trung cổ, rất thường đặt tại nốt nhạc cuối của tác phẩm âm nhạc. Vào thời Phục hưng ở thế kỷ 15, chúng rất phổ biến trong các tác phẩm của Guillaume Dufay và Josquin des Prez.
Trong âm nhạc thời kỳ Baroque, các hợp xướng của Johann Sebastian Bach và những nhà soạn nhạc khác thường chỉ dùng dấu mắt ngỗng tại phần cuối của tiết nhạc do ở đây cần một nhịp thở. Trong một vài tác phẩm dành cho đại phong cầm, dấu mắt ngỗng có ở những ô nhịp dành cho tay trái và tay phải và cả cho chân, khiến việc thực thi dấu này là phi thực tế.
Sang thế kỷ 20, một số nhà soạn nhạc hiện đại (trong đó có Francis Poulenc, Krzysztof Penderecki và Luigi Nono) sáng tạo thêm các biến thể dấu mắt ngỗng mới để dùng chúng ghi lại những sự kéo dài trường độ khác nhau. Cách làm của họ là thay đổi kích thước dấu, tạo thêm các dấu hình vuông và tam giác,... Một số đề xuất của họ:
- Thêm những từ như lunga (đầy đủ theo tiếng Ý: lunga pausa, nghĩa là "dừng lâu") ở bên trên hoặc bên dưới mắt ngỗng nhằm nói lên rằng cần kéo dài hơn. Thường thấy cách dùng này trong nhạc của Poulenc.

| {\displaystyle breve} |  | {\displaystyle lunga} |
- Thêm số giây vào mắt ngỗng, ví dụ:

| {\displaystyle 5''} | {\displaystyle ca.} {\displaystyle 12''} |
- Dùng những hình dạng dấu mắt ngỗng khác như hình vuông, hình tam giác.

|      |        |
| ngắn | dài[3] |
|      |     |        |
| ngắn | vừa | dài[4] |
|                      |                 |                    |                    |                       |
| từ rất ngắn đến ngắn | từ ngắn đến vừa | từ vừa đến hơi dài | từ hơi dài đến dài | từ dài đến rất dài[5] |
|          |      |     |         |     |         |                    |
| rất ngắn | ngắn | vừa | hơi dài | dài | rất dài | dài nhất có thể[6] |
Trong tác phẩm của Maurice Ohana, có thể thấy một loại dấu mắt ngỗng vuông trong đó dấu chấm được thay bằng dấu phẩy, mang nghĩa là nhịp thở. Ohana thường dùng nó bên trên vạch nhịp, có thể hiểu là "điểm nghỉ ngắn để thở".
|  |

### Ngày nay
Dấu mắt ngỗng có thể nằm ở cuối hoặc giữa tác phẩm (hoặc phần nào đó của tác phẩm), theo sau nó là một khoảng lặng ngắn hoặc các nốt nhạc. Tác giả McElheran chia dấu mắt ngỗng làm ba loại:
- Dấu mắt ngỗng theo sau là một "âm thanh không gián đoạn"
- Dấu mắt ngỗng theo sau là một "khoảng lặng ngắn"
- Dấu mắt ngỗng theo sau là một "khoảng lặng dài".

Dấu mắt ngỗng có thể tạo hiệu lực lên nốt nhạc, hợp âm, dấu lặng hoặc vạch nhịp. Đối với nốt nhạc, hợp âm và dấu lặng, dấu mắt ngỗng yêu cầu phải kéo dài trường độ của chúng song người biểu diễn được tùy ý xử lý, thường thì là kéo dài gấp đôi trường độ gốc. Đối với vạch nhịp, dấu mắt ngỗng có nghĩa là tạo khoảng nghỉ giữa hai ô nhịp; trong trường hợp này, ngược lại với dấu mắt ngỗng là dấu attacca - yêu cầu người biểu diễn phải tiếp tục mà không được dừng giữa hai ô nhịp.